# Johann Graack
Johann Emil Fritz Graack (* 2. September 1897 in Hannover; † 28. Dezember 1942 in Hofgeismar) war ein deutscher Chemiker und Landrat des Landkreises Hofgeismar.

## Leben
Nach dem Besuch der Oberrealschule II in Hannover mit Notabitur im Jahre 1916 meldete sich Johann Graack als Kriegsfreiwilliger. Wegen einer Kriegsverletzung gab er sein Medizinstudium auf und studierte Chemie an der Georg-August-Universität Göttingen und der Technischen Hochschule Hannover mit dem Abschluss als Diplom-Ingenieur im Jahre 1921.
Während der Studentenzeit war er Mitglied des Zeitfreiwilligen-Bataillons Hannover I, das die Reichswehrbrigade Hannover unterstützte und ihr taktisch unterstellt war. Von 1922 bis 1931 gehörte er dem Stahlhelm, Bund der Frontsoldaten an.
Als Chemiker war Graack bei den Deutschen Kaliwerken und dem Kaliwerk Aschersleben beschäftigt.
Sein Augenmerk lag in der Politik, er trat zum 1. Februar 1931 der NSDAP bei (Mitgliedsnummer 464.894), wurde im Jahr darauf NSDAP-Ortsgruppenleiter in Philippsthal (Werra) und 1934 Kreisleiter in Hofgeismar. 
Am 15. Mai 1942 wurde ihm vertretungsweise die Geschäftsführung der Gauleitung der NSDAP übertragen.
Nachdem er am 28. Mai 1935 vertretungsweise die Leitung des Landratsamtes Hofgeismar übernommen hatte, wurde er zum 1. April 1936 kommissarischer Landrat und am 9. Oktober 1936 definitiv zum Landrat bestellt.